# Føderationen Damanhur
Føderationen Damanhur, (Italiensk: Federazione di Damanhur), er et alternativt, spirituelt samfund, som er baseret på New age og Neopaganisme, og er beliggende ca. 50 km nord for Torino i regionen Piemonte, Italien, ved foden af Alperne i Valchiuselladalen, der grænser op til nationalparken Gran Paradiso.
Damanhur fungerer som et autonomt, føderalt samfund, og har egen grundlov og dommere, ligesom Damanhur benytter en valuta, Credito, der er kompatibel med Euroen. De udgiver en daglig avis, og råder over virksomheder og forretninger, uddannelsesinstitutioner og videnskabelige laboratorier, og har oprettet lokalcentre i rundt i Europa, Amerika, Japan og det øvrige Italien.
Samfundet blev grundlagt i 1975 af Oberto Airaudi og 24 ligesindede, og har taget navn efter den egyptiske by Damanhur, der husede et tempel til ære for den egyptiske gud Horus. I løbet af de næste 10 år voksede Damanhurs befolkning til 200 personer, og i 1998 passerede man 450 indbyggere. I 2000 var indbyggertallet steget til ca. 800 personer. Dertil skal lægges de, der støtter samfundet økonomisk og andre, der benytter flere af Damanhurs faciliteter.

## Menneskehedens Tempel
Indbyggerne i Damanhur har bygget et gigantisk underjordisk tempel, Menneskehedens Tempel, der er et 11 etager højt tempel, som er skabt ved formeligt at udhule et bjerg udelukkende ved håndkraft og uden brug af maskiner. I august 1978 begyndte 15 af indbyggerne at fjerne mere end 2 millioner spandfulde klippe og jord ved hjælp af hakker og mejsler, og skabte derved store sale og rum, der er indbyrdes forbundne med korridorer og gange.
Det udgravede materiale blev brugt til at udbedre hullede veje i lokalområdet og til byggemateriale.
Templet er indvendigt beklædt med mosaikker, og udsmykket med fresker og vægmalerier, skulpturer og benyttes til meditation og spirituel fordybelse og bøn. Konstruktionen af templet, der af italienske kunsteksperter kaldes for verdens 8. vidunder, blev først kendt uden for Damanhur i 1992.